# Sven Olaf Hoffmann
Sven Olaf Hoffmann (* 19. Juli 1939 in Hamburg) ist ein deutscher emeritierter Hochschullehrer der Psychosomatik, Psychotherapie und Psychologe.

## Leben
Sven Olaf Hoffmann studierte Psychologie und Medizin. Er wurde 1964 in Hamburg im Fach Medizin promoviert und habilitierte sich 1977 an der Albert-Ludwigs-Universität Freiburg. Drei Jahre später wurde er dort 1980 zum außerordentlichen Professor berufen. 1982 bis 2004 war Hoffmann Direktor der Klinik und Poliklinik für Psychosomatische Medizin und Psychotherapie der Universität Mainz.
Hoffmann war von 1998 bis 2003 Vorsitzender des Wissenschaftlichen Beirats Psychotherapie (gemeinsam mit Jürgen Margraf). Von 2004 bis 2012 war er Mitglied des Aufsichtsrates von Greenpeace Deutschland.
Hoffmann hat eine psychoanalytische Ausbildung, ist aber überwiegend als Vertreter der Psychodynamischen Psychotherapie aktiv gewesen.

## Arbeitsgebiete und Interessenschwerpunkte
Im systematischen Bereich beschäftigt sich Hoffmann mit Fragen der Nosologie und Persönlichkeitsstörungen, Operationalisierung psychodynamischer Diagnostik. Im klinischen Bereich betraf seine Forschungsarbeit Schlafstörungen, chronische Schmerzzustände, Folgen von infantilen Traumatisierungen und Angsterkrankungen. Therapeutische Forschungen stellt er zu Fragen der stationären Psychotherapie und der niederfrequenten ambulanten Langzeittherapie an.

## Werke (Auswahl)
- mit Rudolf Degkwitz, Hildburg Kindt (Hrsg.): Psychisch krank. Einführung in die Psychiatrie für das klinische Studium. Urban & Schwarzenberg, München 1982, ISBN 3-541-09911-9.
- mit Annegret Eckhardt-Henn, Gereon Heuft, Gerd Hochapfel (Hrsg.): Neurosenlehre, Psychotherapeutische und Psychosomatische Medizin. 8. Auflage, Schattauer, Stuttgart 2009, ISBN 978-3-7945-2619-2.
- Psychodynamische Therapie von Angststörungen: Einführung und Manual für die kurz- und mittelfristige Therapie. Schattauer, Stuttgart/New York 2008, ISBN 978-3-7945-2622-2.
- Deutung und Beziehung: krit. Beitr. zur Behandlungskonzeption u. Technik in d. Psychoanalyse. Fischer-Wissenschaft, 1983, ISBN 3-596-27341-2.
- Sexueller Mißbrauch, Mißhandlung, Vernachlässigung: Erkennung und Therapie psychischer und psychosomatischer Folgen früher Traumatisierungen. Schattauer, Stuttgart/New York 2000, ISBN 3-7945-1889-6.